# Peggy McIntosh
Peggy McIntosh, född 7 november 1934 i Brooklyn, är en amerikansk feminist och antirasistisk aktivist. Hon är grundare av National SEED Project on Inclusive Curriculum. McIntosh har särskilt forskat om vita privilegier och vit normativitet, det vill säga de samhälleliga privilegier som gynnar vita människor på bekostnad av icke-vita människor.